# Jacobs Well, Queensland
Jacobs Well är en del av en befolkad plats i Australien. Den ligger i kommunen Gold Coast och delstaten Queensland, omkring 48 kilometer sydost om delstatshuvudstaden Brisbane.
Närmaste större samhälle är Oxenford, omkring 13 kilometer söder om Jacobs Well. Genomsnittlig årsnederbörd är 1 424 millimeter. Den regnigaste månaden är januari, med i genomsnitt 275 mm nederbörd, och den torraste är oktober, med 21 mm nederbörd.